# Aiaste
Aiaste – wieś w Estonii, w prowincji Põlva, w gminie Valgjärve.